# Entalpia standard di formazione
L'entalpia standard di formazione {\displaystyle \Delta _{\mathrm {f} }H^{\circ }} di un composto a una certa temperatura è la variazione di entalpia che accompagna la formazione di una quantità di quella sostanza a partire dai suoi componenti elementari, al loro stato standard (definizione IUPAC), cioè presi puri nella loro forma più stabile alla temperatura d'interesse e alla pressione dello stato standard ({\displaystyle p^{\circ }}=1 bar).

## Descrizione
A rigore lo stato standard termodinamico dipende dalla temperatura d'interesse (normalmente a temperatura ambiente), che non rientra nella definizione IUPAC. I valori sono tabulati molto spesso come entalpia di formazione standard alla temperatura di 298,15 K (25 °C) e sono espressi in kJ/mol.
Tutti gli elementi nel loro stato standard, quindi puri nella forma più stabile alla temperatura di interesse e alla pressione di stato standard, hanno zero come valore di entalpia di formazione standard. Così per esempio l'ossigeno nello stato di gas, il carbonio nello stato solido di grafite, ecc. 
L'entalpia di formazione standard è negativa se la reazione di formazione del composto è esotermica, mentre è positiva se la reazione di formazione del composto è endotermica.
L'entalpia standard di formazione è una funzione di stato termodinamica. Essa è quindi equivalente alla somma dei diversi processi di reazioni di sintesi compresi nel Ciclo di Born-Haber.

### Esempio
Ad esempio, per calcolare l'entalpia standard di formazione del cloruro di sodio si usa la reazione seguente:
{\displaystyle {\ce {Na(s) + 1/2 Cl2(g) -> NaCl(s)}}}
Questo processo è costituito da sotto-processi separati, ognuno dei quali possiede la propria entalpia. Quindi, occorre calcolare:
1. l'entalpia di atomizzazione standard di sodio solido;
2. la prima energia di ionizzazione del sodio gassoso;
3. l'entalpia standard di atomizzazione del gas cloro;
4. l'affinità elettronica degli atomi di cloro;
5. l'entalpia della matrice di atomi del cloruro di sodio.

La somma di tutti questi valori dà l'entalpia di formazione standard del cloruro di sodio (legge di Hess).